# Arthur Georg Pino von Friedenthal

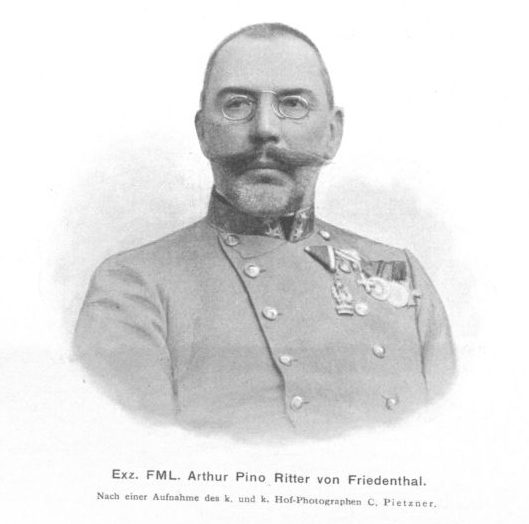
Arthur Georg Pino von Friedenthal im Jahre 1903

Arthur Georg Freiherr Pino von Friedenthal (* 10. Januar 1843 in Stiebrowitz, Österreichisch-Schlesien; † 29. Oktober 1930 in Teschen, Österreichisch-Schlesien) war ein österreichisch-schlesischer Generalmajor.

## Leben
Arthur Georg Pino von Friedenthal wurde am 10. Januar 1843 in der zu Österreichisch-Schlesien gehörenden Ortschaft Stiebrowitz geboren. Als 18-Jähriger wurde er 1861 im Rang des Leutnant aus der Genieakademie in Znojmo zum k.u.k. Schlesisches Infanterieregiment „Kaiser“ Nr. 1 (kurz IR 1) ausgemustert. 1866 nahm er daraufhin am Feldzug gegen Preußen teil. Beim IR 1 war er Teil diverser Besatzungen, dabei unter anderem in Venedig, Badia, Teravisu, Meran, Rovigo, Noale, Vicenza, Prag und Opava. Nachdem er ab 1873 an der k.u.k. Kriegsschule in Wien studierte, wurde Pino von Friedenthal 1875 zum Hauptmann im Generalstab und fand daraufhin im Truppengeneralstab Verwendung. Hierbei gehörte er der 8. Kavalleriebrigade in Prag an. Als Teil des Generalstabs kam er 1877 zur 29. Infanterietruppendivision nach Theresienstadt. Ab dem Jahre 1879 wirkte er am Landesbeschreibungsbüro in Wien mit und wurde bereits im darauffolgenden Jahr in den Österreichischen Adel erhoben und trug fortan den Namen Pino von Friedenthal. Ab 1882 leitete er die italienische Gruppe im Landesbeschreibungsbüro des Generalstabs; ab diesem Jahre auch im Dienstgrad des Majors. Ab dem Jahre 1884 war er als Lehrer für Militärgeographie und -kartographie an der k.u.k. Kriegsschule tätig. Nachdem er 1886 zum Oberstleutnant aufstieg und ab 1889 als Kommandant des II. Bataillons des 11. Infanterieregiments in Innsbruck agierte, erhielt er noch im selben Jahr den Dienstgrad des Oberst. Bereits im darauffolgenden Jahr 1890 war er Kommandant des 1. Infanterieregiment in Opava und abermals ein Jahr später führte er das X. Armeekorps in Przemyśl an. 1894 zum Brigadier und noch im selben Jahr zum Generalmajor aufgestiegen, war er in diesem Jahr auch Kommandeur der 50. Infanteriebrigade in Wien. Ab 1896 kommandierte Pino von Friedenthal die Kriegsschule und nahm maßgebenden Einfluss auf die Ausbildung der österreichisch-ungarischen Generalstabsoffiziere. 1898 erfolgte die Beförderung zum Generalfeldmarschall bzw. Generalleutnant. Vier Jahre nachdem er zum Kommandant der Kriegsschule bestellt wurde, übernahm er das Kommando der 30. Infanterie-Truppendivision in Lwiw und war weitere zwei Jahre später, ab dem Jahre 1902, Sektionschef im k.u.k. Kriegsministerium. Nachdem er noch ab 1905 das X. Armeekorps in Przemyśl kommandierte, ging Pino von Friedenthal auf eigenen Wunsch im Jahre 1910 in den Ruhestand. Davor übernahm er noch durch ein sogenanntes Reichsdekret das 40. Infanterieregiment in Rzeszów. Als Teil der zwei Jahre zuvor gegründeten Tschechoslowakischen Armee wurde er noch im Januar 1920 zum General befördert. Am 29. Oktober 1930 verstarb er 87-jährig in der im heutigen Polen gelegenen Stadt Teschen in Schlesien.